# 大同市第五中学
大同市第五中学，简称大同五中，是中國山西省大同市教育局所属的一所全日制完全中学。学校的历史可追溯至1920年晋北镇守使张树帜创办的兰池女子师范。自建校至1956年，学校一直只招收女生。1922年，学校更名为山西省立第五女子师范学校，简称“五女师”。学校曾经使用的名称还有“云中女子师范”、“山西省立大同女子初级中学校”、“大同女子师范学校”、“大同女子公立学校”、“察哈尔省大同女子中学校”、“山西省大同女子中学校”。1956年，学校改名为大同市第五中学，并改为男女生兼收。兰池女子师范时代，学校设在大同城内的帅府街。1923年，因规模扩大，学校搬迁至大同城内教场街的小教场。2013年9月，学校迁至同泉路南侧（原大同盐业公司）新校区。

## 校史
大同五中历史悠久。1920年，晋北镇守使张树帜集资创办了兰池女子师范，址设大同城内的帅府街，高葆禄为首任校长。由于当时民众仍受传统思想影响，很少有女子上学，学校招生非常困难。开学时，学校只招了30人，编为一个班。学生年龄参差不齐，最小的12岁，最大的已经30岁。学生的文化程度也各不相同，有的是高等小学校毕业，有的初等小学校毕业，有的还是文盲。据说，当时张树帜还带头让自己的姨太太、家眷入学，这才勉强凑够了30人。

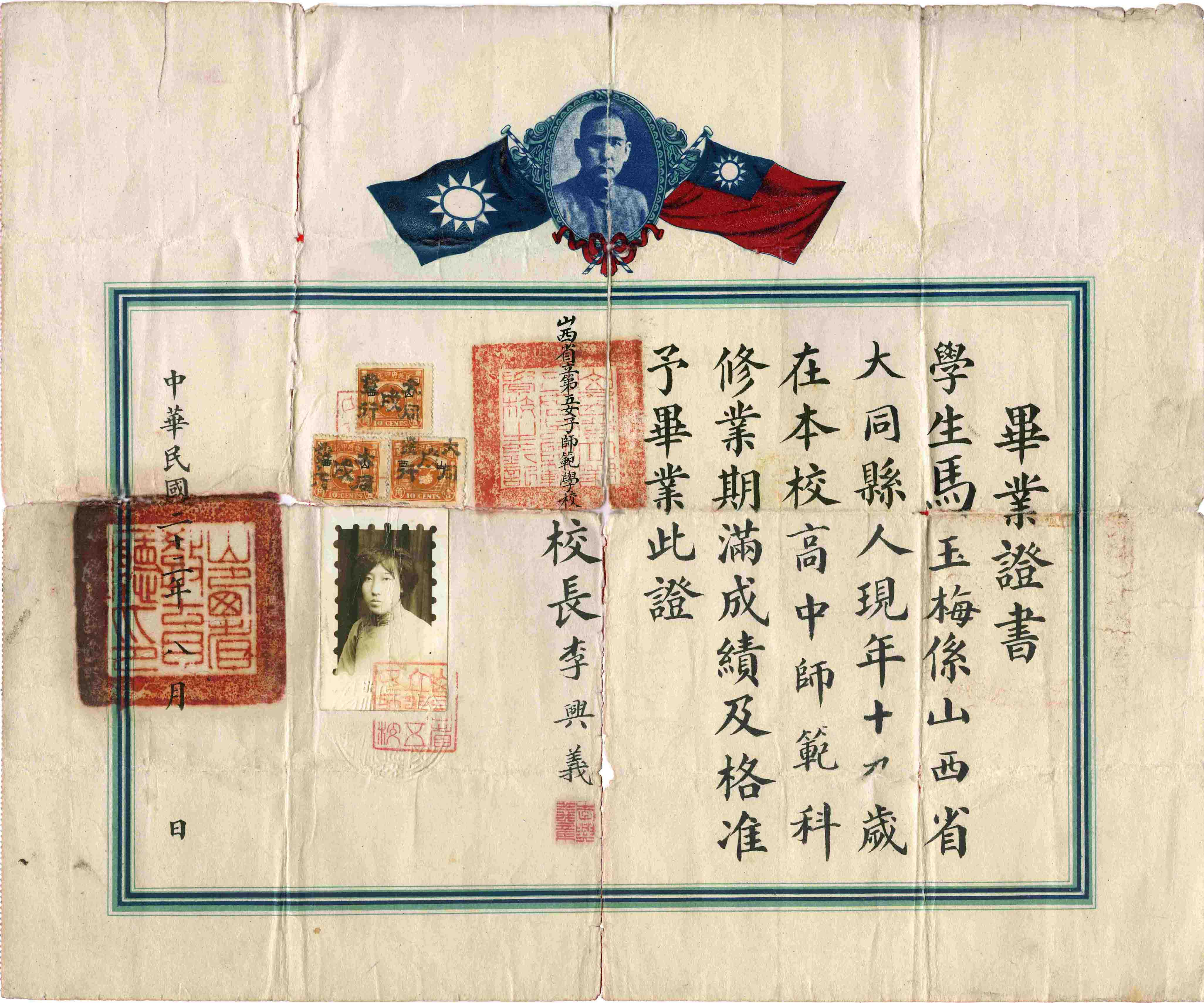
五女师时代的毕业证书。证书主人马玉梅为回族，1933年毕业于五女师高中师范科，毕业后在大同的多所高小任教

1921年夏，山西省政府接管学校，学校改名“云中女子师范”，经费由省财政提供。1922年，学校改名为“山西省立第五女子师范学校”，简称“五女师”，设高中、初中两部，另有附属小学。学校的学生渐多，帅府街的校址渐渐不够用了。1923年，经政府批准，学校在教场街的小教场兴建校舍，建有教堂、办公室、实验室、师生宿舍及操场。小教场原为清时练兵之所，民国建立后部队移至小教场西南侧的复兴营盘，小教场便闲置下来。1924年，大同当地实业家郝绳祖任校长。1925年，五女师学生会主席王振节（学生运动领袖王振翼妹）、女师学生王梦樵、省立三中（今大同一中）学生代表、省立三师（今大同师范）学生代表联合铁路工人，在大同城内大有仓召集三千余民众集会，声援“五卅运动”。
1933年，李兴义接任校长一职。1934年，学校改制，由女子师范改为女子初中，校名为“山西省立大同女子初级中学校”。1935年，祁祖尧任校长。自1934年改制至1937年日本入侵，学校三年制初中共毕业两个班，学生三十余人。
1937年9月13日，日军入侵大同城。教场街的校址被日军占领，设为伤兵疗养处，学校设施、藏书尽遭破坏。日军还在那里关押了大量知识分子、抗日人士。1940年，傀儡政府晋北政厅在大同城内清远街二府巷甲2号恢复学校，改名为“大同女子中学校”。据1942年的统计，学校有一、二年级，每年级一个班，学生共计64人。1944年，学校迁至都司街11号。
1945年抗战胜利，学校迁回教场街原址，学校再次改制，并改名为“大同女子师范学校”。1946年，学校设有初师班和中师班，学生总数接近两百。1949年5月1日，大同城内的国民党守军向共产党投降，军管会委派赵鸣九为校长接管大同女子师范学校。接管时，学校有初师班5个，学生210人，教职员19人，勤杂工6人。接管后，学校改名为“大同女子公立学校”。1952年，学校改名为“察哈尔省大同女子中学校”，旋即察哈尔省撤销，年底学校复改名为“山西省大同女子中学校”。1956年，学校不再只招女生，改为男女兼招的“大同市第五中学校”。1958年，学校开始办高中。2013年9月，学校迁至同泉路南侧（原大同盐业公司）新校区。

## 校友
- 巩喜茹（1902－1992），山西省阳高县东大柳树村（今属河北省阳原县东井集镇）人，毕业后先后就读于北京大学国文系、日本早稻田大学哲学系。在日本期间加入同盟会，1922年回国任绥远省民族学院教授。后来赴黄埔军校学习，毕业后成为国民军第一军女子连连长，参加北伐。之后任第二战区长官部秘书长、国民党同志工作会妇女工作部部长、全国儿童教育院院长、全国妇女理事会副理事长兼宋美龄秘书。[1]
- 金若（1915－1991），大同城内人，原名祁佩贞，曾用名祁镜若，大同最早的女共产党员之一，毕业后于1938年加入中国共产党，同年8月进入延安抗日军政大学学习。曾任中央军委卫生部政治秘书、教员、晋绥陕甘宁五省联队司令部政治处秘书、山阴县教育科长、山阴县副县长，大仁县委书记、大同市委副秘书长、大同市民政部长。[1]
- 米芳（1911－1982），山西省丰镇厅（今内蒙古自治区丰镇市）人，1925年进入五女师读书，毕业后在大同女师附小、大同县立高小任教。1937年日军侵占大同后，米芳协助丈夫李泽从事抗日工作。1942年李泽被日军惨杀后，米芳继续协助妹妹米志、妹夫白奇等抗日。抗日胜利后，米芳积极支持共产党，大同集宁战役期间她曾收留共产党人马革非等，她家曾是大同县党委的秘密工作点。1948年米芳被捕，入狱后宁死不屈。国民党军逃跑时，米芳窃取了档案室钥匙，得到大量国民党人档案，还抓到了国民党特警队头目。[1]